# Ібрагім Салах
Ібрагім Салах (араб. إبراهيم صلاح‎‎, нар. 1 квітня 1987, Ель-Мансура, Єгипет) — єгипетський футболіст, півзахисник національної збірної Єгипту та клубу «Замалек».

## Клубна кар'єра
У дорослому футболі дебютував 2006 року виступами за команду клубу «Ель Мансура», в якій провів два сезони. 
Своєю грою за цю команду привернув увагу представників тренерського штабу клубу «Замалек», до складу якого приєднався 2008 року. Відіграв за каїрську команду наступні п'ять сезонів своєї ігрової кар'єри.
Протягом 2013—2014 років захищав кольори команди клубу «Аль-Оруба» (Ер-Ріяд).
2014 року повернувся до клубу «Замалек». Цього разу провів у складі його команди два сезони. 
Протягом 2016 року на правах грав за команду клубу «Смуха».
До складу клубу «Замалек» повернувся 2016 року.

## Виступи за збірну
2010 року дебютував в офіційних матчах у складі національної збірної Єгипту. Наразі провів у формі головної команди країни 35 матчів.
У складі збірної був учасником Кубка африканських націй 2017 року у Габоні.
| Дата       | Місто                         | Господарі    | Результат               | Гості                | Турнір                                   | Голи | Примітки  |
| ---------- | ----------------------------- | ------------ | ----------------------- | -------------------- | ---------------------------------------- | ---- | --------- |
| 17-11-2010 | Каїр                          | Єгипет       | 3 – 0                   | Австралія            | товариський матч                         | -    |           |
| 16-12-2010 | Доха                          | Катар        | 2 – 1                   | Єгипет               | товариський матч                         | -    | 71'       |
| 05-01-2011 | Каїр                          | Єгипет       | 5 – 1                   | Танзанія             | товариський матч                         | -    | 57'       |
| 09-01-2011 | Каїр                          | Єгипет       | 1 – 0                   | Уганда               | товариський матч                         | -    |           |
| 14-01-2011 | Каїр                          | Єгипет       | 5 – 1                   | Кенія                | товариський матч                         | -    | 51'       |
| 14-11-2011 | Доха                          | Бразилія     | 2 – 0                   | Єгипет               | товариський матч                         | -    | 46'       |
| 27-02-2012 | Доха                          | Єгипет       | 5 – 0                   | Кенія                | товариський матч                         | -    |           |
| 29-03-2012 | Омдурман                      | Єгипет       | 2 – 1                   | Уганда               | товариський матч                         | -    | 59'       |
| 14-04-2012 | Дубай (місто)                 | Єгипет       | 3 – 0                   | Мавританія           | товариський матч                         | -    | 70'       |
| 17-04-2012 | Дубай (місто)                 | Ірак         | 0 – 0                   | Єгипет               | товариський матч                         | -    | 68'       |
| 20-05-2012 | Омдурман                      | Єгипет       | 2 – 1                   | Камерун              | товариський матч                         | -    | 32'       |
| 22-05-2012 | Омдурман                      | Єгипет       | 3 – 0                   | Того                 | товариський матч                         | -    |           |
| 01-06-2012 | Александрія                   | Єгипет       | 2 – 0                   | Мозамбік             | Відбір до ЧС 2014                        | -    | 65' 73'   |
| 16-10-2012 | Абу-Дабі                      | Єгипет       | 0 – 1                   | Туніс                | товариський матч                         | -    | 45+2' 61' |
| 14-11-2012 | Тбілісі                       | Грузія       | 0 – 0                   | Єгипет               | товариський матч                         | -    | 73'       |
| 28-12-2012 | Доха                          | Катар        | 0 – 2                   | Єгипет               | товариський матч                         | -    |           |
| 10-01-2013 | Абу-Дабі                      | Гана         | 3 – 0                   | Єгипет               | товариський матч                         | -    | 81'       |
| 06-02-2013 | Мадрид                        | Чилі         | 2 – 1                   | Єгипет               | товариський матч                         | -    | 80'       |
| 22-03-2013 | Александрія                   | Єгипет       | 10 – 0                  | Есватіні             | товариський матч                         | -    | 46'       |
| 04-06-2013 | Каїр                          | Єгипет       | 1 – 1                   | Ботсвана             | товариський матч                         | -    | 46'       |
| 09-06-2013 | Хараре                        | Зімбабве     | 2 – 4                   | Єгипет               | Відбір до ЧС 2014                        | -    | 67'       |
| 14-08-2013 | Червоне Море (губернаторство) | Єгипет       | 3 – 0                   | Уганда               | товариський матч                         | -    | 72'       |
| 10-10-2014 | Габороне                      | Ботсвана     | 0 – 2                   | Єгипет               | Відбір до Кубка африканських націй 2015  | -    |           |
| 15-10-2014 | Каїр                          | Єгипет       | 2 – 0                   | Ботсвана             | Відбір до Кубка африканських націй 2015  | -    |           |
| 15-11-2014 | Каїр                          | Єгипет       | 0 – 1                   | Сенегал              | Відбір до Кубка африканських націй 2015  | -    | 64'       |
| 26-03-2015 | Каїр                          | Єгипет       | 2 – 0                   | Екваторіальна Гвінея | товариський матч                         | -    | 31' 62'   |
| 14-06-2015 | Александрія                   | Єгипет       | 3 – 0                   | Танзанія             | Відбір до Кубка африканських націй 2017  | -    |           |
| 06-09-2015 | Нджамена                      | Чад          | 1 – 5                   | Єгипет               | Відбір до Кубка африканських націй 2017  | -    | 53'       |
| 29-01-2016 | Асуан                         | Єгипет       | 2 – 0                   | Лівія                | товариський матч                         | -    | кап.      |
| 27-02-2016 | Александрія                   | Єгипет       | 2 – 0                   | Буркіна-Фасо         | товариський матч                         | -    |           |
| 25-03-2016 | Кадуна                        | Нігерія      | 1 – 1                   | Єгипет               | Відбір до Кубка африканських націй 2017  | -    | 80'       |
| 29-03-2016 | Александрія                   | Єгипет       | 1 – 0                   | Нігерія              | Відбір до Кубка африканських націй 2017  | -    | 22'       |
| 30-08-2016 | Александрія                   | Єгипет       | 1 – 1                   | Гвінея               | товариський матч                         | -    | 44' 46'   |
| 06-09-2016 | Йоганнесбург                  | ПАР          | 1 – 0                   | Єгипет               | товариський матч                         | -    |           |
| 08-01-2017 | Каїр                          | Єгипет       | 1 – 0                   | Туніс                | товариський матч                         | -    | 46'       |
| 01-02-2017 | Лібревіль                     | Буркіна-Фасо | 1 – 1 д.ч. (3 – 4 п.п.) | Єгипет               | Кубок африканських націй 2017 - півфінал | -    |           |
| Усього     |                               | Матчів       | 36                      |                      | Голів                                    | 0    |           |

## Титули і досягнення
- Срібний призер Кубка африканських націй: 2017